# Landkreis Mühldorf am Inn
Landkreis Mühldorf am Inn (również Landkreis Mühldorf a.Inn) – powiat w Niemczech, w kraju związkowym Bawaria, w rejencji Górna Bawaria, w regionie Südostoberbayern.
Siedzibą powiatu Mühldorf am Inn jest miasto Mühldorf am Inn.

## Podział administracyjny
W skład powiatu wchodzą:
- trzy gminy miejskie (Stadt)
- cztery gminy targowe (Markt)
- 24 gminy wiejskie (Gemeinde)
- dziewięć wspólnot administracyjnych (Verwaltungsgemeinschaft)
- jeden obszar wolny administracyjnie (gemeindefreies Gebiet)

Miasta:
| Lp. | Nazwa miasta        | Ludność (31.12.2011) | Powierzchnia km² |
| --- | ------------------- | -------------------- | ---------------- |
| 1   | Mühldorf am Inn     | 18.235               | 29,42            |
| 2   | Neumarkt-Sankt Veit | 6.008                | 61,06            |
| 3   | Waldkraiburg        | 23.789               | 21,53            |

Gminy targowe:
| Lp. | Nazwa gminy targowej | Ludność (31.12.2011) | Powierzchnia km² |
| --- | -------------------- | -------------------- | ---------------- |
| 1   | Buchbach             | 3.121                | 28,85            |
| 2   | Gars am Inn          | 3.750                | 43,65            |
| 3   | Haag in Oberbayern   | 6.429                | 20,43            |
| 4   | Kraiburg am Inn      | 3.997                | 27,56            |

Gminy wiejskie:
| Lp. | Nazwa gminy       | Ludność (31.12.2011) | Powierzchnia km² |
| --- | ----------------- | -------------------- | ---------------- |
| 1   | Ampfing           | 6.077                | 31,14            |
| 2   | Aschau am Inn     | 2.813                | 20,79            |
| 3   | Egglkofen         | 1.206                | 13,99            |
| 4   | Erharting         | 905                  | 13,69            |
| 5   | Heldenstein       | 2.442                | 19,85            |
| 6   | Jettenbach        | 700                  | 9,18             |
| 7   | Kirchdorf         | 1.347                | 21,03            |
| 8   | Lohkirchen        | 704                  | 14,88            |
| 9   | Maitenbeth        | 1.924                | 30,94            |
| 10  | Mettenheim        | 3.457                | 27,24            |
| 11  | Niederbergkirchen | 1.229                | 24,70            |
| 12  | Niedertaufkirchen | 1.317                | 26,69            |
| 13  | Oberbergkirchen   | 1.591                | 27,54            |
| 14  | Oberneukirchen    | 822                  | 19,59            |
| 15  | Obertaufkirchen   | 2.441                | 31,64            |
| 16  | Polling           | 3.362                | 43,83            |
| 17  | Rattenkirchen     | 962                  | 19,87            |
| 18  | Rechtmehring      | 1.872                | 24,33            |
| 19  | Reichertsheim     | 1.658                | 31,38            |
| 20  | Schönberg         | 946                  | 25,33            |
| 21  | Schwindegg        | 3.405                | 20,00            |
| 22  | Taufkirchen       | 1.359                | 25,33            |
| 23  | Unterreit         | 1.720                | 32,20            |
| 24  | Zangberg          | 1.092                | 9,84             |

Wspólnoty administracyjne:
| Lp. | Nazwa wspólnoty administracyjnej | Ludność (31.12.2011) | Powierzchnia km² | Liczba gmin |
| --- | -------------------------------- | -------------------- | ---------------- | ----------- |
| 1   | Gars am Inn                      | 5.470                | 75,85            | 2           |
| 2   | Heldenstein                      | 3.404                | 39,72            | 2           |
| 3   | Kraiburg am Inn                  | 6.056                | 62,06            | 3           |
| 4   | Maitenbeth                       | 3.796                | 55,27            | 2           |
| 5   | Neumarkt-Sankt Veit              | 7.214                | 75,05            | 2           |
| 6   | Oberbergkirchen                  | 4.333                | 77,59            | 4           |
| 7   | Polling                          | 4.184                | 63,42            | 2           |
| 8   | Reichertsheim                    | 3.005                | 52,41            | 2           |
| 9   | Rohrbach                         | 3.451                | 65,08            | 3           |

Obszary wolne administracyjnie:
| Lp. | Nazwa obszaru   | Ludność (31.12.2011) | Powierzchnia km² |
| --- | --------------- | -------------------- | ---------------- |
| 1   | Mühldorfer Hart | niezamieszkany       | 11,00            |

## Demografia
Dane o ludności z 31 grudnia 2008:
| Opis                                | Ogółem  | Ogółem | Kobiety | Kobiety | Mężczyźni | Mężczyźni |
| ----------------------------------- | ------- | ------ | ------- | ------- | --------- | --------- |
| Jednostka                           | osób    | %      | osób    | %       | osób      | %         |
| Populacja                           | 110 248 | 100    | 55 517  | 50,36   | 54 731    | 49,64     |
| Wiek przedprodukcyjny (0–17 lat)    | 20 743  | 18,81  | 10 162  | 9,22    | 10 581    | 9,6       |
| Wiek produkcyjny (18–65 lat)        | 67 942  | 61,63  | 33 078  | 30      | 34 864    | 31,62     |
| Wiek poprodukcyjny (powyżej 65 lat) | 21 563  | 19,56  | 12 277  | 11,14   | 9286      | 8,42      |

## Polityka

### Kreistag
|                          |                          | 2002   | 2002    | 2002   | 2008   | 2008   | 2008   |
| miejsca                  | %                        | głosy  | miejsca | %      | głosy  |        |        |
| ------------------------ | ------------------------ | ------ | ------- | ------ | ------ | ------ | ------ |
|                          | CSU                      | 32     | 51,4%   | 26 899 | 29     | 46,8%  | 23 013 |
|                          | SPD                      | 12     | 19,3%   | 10 104 | 9      | 16,1%  | 7919   |
|                          | Zieloni                  | 3      | 6,0%    | 3116   | 4      | 7,5%   | 3665   |
|                          | UWG                      | 8      | 13,3%   | 6939   | 9      | 14,8%  | 7303   |
|                          | FWGLMW                   | 4      | 7,5%    | 3914   | 5      | 7,9%   | 3879   |
|                          | FDP                      | 1      | 2,6%    | 1336   | 2      | 3,7%   | 1821   |
|                          | ödp                      | –      | –       | –      | 2      | 3,2%   | 1592   |
|                          |                          | 60     | 100%    | 52 308 | 60     | 100%   | 49 192 |
| uprawnieni do głosowania | uprawnieni do głosowania | 82 536 | 82 536  | 82 536 | 85 315 | 85 315 | 85 315 |
| głosy ważne              | głosy ważne              | 52 308 | 52 308  | 52 308 | 49 192 | 49 192 | 49 192 |
| głosy nieważne           | głosy nieważne           | 2140   | 2140    | 2140   | 2218   | 2218   | 2218   |
| frekwencja               | frekwencja               | 66,0%  | 66,0%   | 66,0%  | 60,1%  | 60,1%  | 60,1%  |